# Cyberpunk japonais
Le cyberpunk japonais fait référence à la fiction cyberpunk produite au Japon. Le cyberpunk japonais se divise en deux sous-genre distincts : les films dits en live action, et les œuvres manga et d'anime cyberpunk.
Le cinéma cyberpunk japonais fait référence à un sous-genre de films produits au Japon, à partir des années 1980. Il possède une certaine ressemblance avec le cyberpunk dit high-tech low-life, tel qu'il est compris en Occident. Cependant, il diffère de celui-ci par sa représentation de l'imagerie industrielle et métallique, et une narration incompréhensible. Les réalisateurs principaux associés à ce mouvement sont Shin'ya Tsukamoto, Shozin Fukui et Sogo Ishii. Les origines du genre remontent au film de 1982 Burst City, avant que celui-ci soit avant tout défini par le film de 1989 Tetsuo. Le cyberpunk japonais prend ses racines dans la sous-culture punk japonaise, qui est née de la scène musicale rock japonaise des années 1970, ainsi que des films punk de Sogo Ishii (fin 1970 – début 1980) introduisant cette sous-culture au cinéma japonais et ouvrant la voie au cyberpunk japonais.
Le cyberpunk japonais englobe également les œuvres manga et anime avec des thèmes cyberpunk. Ce sous-genre est né en 1982 avec les débuts de la série manga Akira de Katsuhiro Ōtomo, et son adaptation animée de 1988 (réalisée par Ōtomo lui-même). L'adaptation en film a beaucoup contribué à populariser le sous-genre. Akira a inspiré une vague d'œuvres cyberpunk japonaises, notamment des mangas et des séries animées telles que Ghost in the Shell, Battle Angel Alita, Cowboy Bebop et Serial Experiments Lain. Les manga et anime cyberpunk ont eu une grande influence sur la culture populaire mondiale, servant de source d'inspiration pour de nombreuses œuvres dans les domaines de l'animation, de la bande dessinée, du cinéma, de la musique, de la télévision ainsi que dans le domaine du jeu vidéo,.

## Films cyberpunk japonais

### Style
Le cyberpunk japonais implique généralement des personnages, généralement le protagoniste, subissant des métamorphoses monstrueuses et incompréhensibles, généralement dans un contexte industriel. Une partie de ces films contiennent des scènes dont le genre s'approche du film expérimental ; ils impliquent très souvent des séquences purement abstraites ou esthétiques, qui peuvent être liées (ou pas) aux personnages et à l'intrigue. Parmi les thèmes récurrents, on retrouve : la mutation, la technologie, la déshumanisation, la répression et la déviance sexuelle.

### Précurseurs
Contrairement au cyberpunk occidental, qui trouve ses racines dans la littérature de science-fiction New-Wave, le cyberpunk japonais, lui, trouve les siennes dans la culture musicale underground, en particulier la sous-culture punk japonaise, qui est née de la scène musicale punk japonaise dans les années 1970. Le cinéaste Sogo Ishii lance cette sous-culture dans le cinéma japonais avec ses films punk Panic High School (1978) et Crazy Thunder Road (1980), qui dépeignent la rébellion et l'anarchie associées au punk, et devient très influent dans les cercles cinématographiques underground. Crazy Thunder Road en particulier était un film de biker influent, véhiculant une esthétique de gang de biker punk qui a ouvert la voie pour le Akira de Katsuhiro Ōtomo. Le film suivant de Ishii, Shuffle (1981), est une adaptation non officielle en court métrage d'une bande dessinée manga d'Ōtomo.
Le film le plus influent d'Ishii fut Burst City (1982). Dès sa sortie, il a eu un fort impact sur la scène cinématographique underground japonaise. La star de ce film, Shigeru Izumiya, réalisera son propre film cyberpunk Death Powder (1986) quatre ans plus tard. Les premiers courts métrages de Shin'ya Tsukamoto, tels que The Adventures Of Electric Rod Boy (1987)  et The Phantom of Regular Size (1986) (dont Tetsuo était un remake), souvent cités comme ayant servi de précurseurs à ce mouvement.

### Films de base
Certains films phares du genre :
- Burst City (1982)
- Death Powder (1986)
- Akira (1988)
- Tetsuo (1989)
- 964 Pinocchio (1991)
- Tetsuo II: Body Hammer (1992)
- Ghost in the Shell (1995)
- Rubber's Lover (1996)
- Electric Dragon 80.000 V (2001)

### Films périphériques
Les films périphériques incluent :
- Guinea Pig: Android of Notre-Dame (1988)
- Anatomia Extinction (1995)
- I.K.U. (2001)
- Hellevator: The Bottled Fools (2004)
- Tsuburo no gara (2004)
- Meatball Machine (2005)
- Tokyo Gore Police (2008)

### Influences occidentales
- Eraserhead (1977)
- Blade Runner (1982)
- Vidéodrome (1983)

### Films occidentaux inspirés du cyberpunk japonais
- Dandy Dust (1998)
- Ultra-Toxic (2005)
- Zoetrope (1999)
- Automatons (2006)
- Hikikomori : Tokyo Plastic (2004)
- Flesh Computer (2014)
- Computer Hearts (2015) (avec citation directe de Tetsuo)
- Difficulty Breathing (2017)

## Manga et anime cyberpunk
Le cyberpunk japonais fait également référence à un sous-genre d'œuvres de manga et d'anime contenant des thèmes cyberpunk. Ce sous-genre a vu le jour en 1982 avec les débuts de la série manga Akira. En 1988, avec son adaptation en film d'animation, le sous-genre connaît une plus grande popularité. La franchise Akira a inspiré une vague d'œuvres cyberpunk japonaises, notamment des mangas et anime telles que Ghost in the Shell, Battle Angel Alita, Cowboy Bebop et Serial Experiments Lain.
Les thèmes cyberpunk clairement représentés dans les anime et les mangas. Au Japon, où le cosplay est populaire et où les adolescents ne sont pas les seuls à apprécier ces styles de mode, le cyberpunk est accepté, et son influence est répandue. Par ailleurs, le roman Neuromancien, de William Gibson , une influence majeure aux débuts du mouvement cyberpunk, se déroule à Chiba, l'une des plus grandes zones industrielles du Japon.

Bien reçus en-dehors du Japon, les anime et manga cyberpunk s'appuient sur une vision futuriste qui possède des éléments en commun avec la science-fiction occidentale. "En regardant la nouvelle culture globale, la conceptualisation impliquée dans le cyberpunk c'est plutôt d'aller de l'avant. C'est une culture qui n'existe pas actuellement, donc le concept japonais d'un avenir cyberpunk a l'air tout aussi valable que le concept occidental, d'autant plus que Le cyberpunk occidental intègre souvent de nombreux éléments japonais. »  William Gibson visite régulièrement le japon, et il a pu voir beaucoup de ses visions du Japon devenir réalité.
Le Japon moderne était cyberpunk, tout simplement. Les Japonais eux-mêmes le savaient, et s'en réjouissaient. Je me souviens de mon premier aperçu de Shibuya, lorsque l'un des jeunes journalistes de Tokyo qui m'y avait emmené, le visage inondé de la lumière de mille soleils médiatiques – toute cette foule imposante et animée d'informations commerciales – m'a dit : "Vous voyez ? Vous voyez ? C'est la ville de Blade Runner." Et ça l'était. Ca l'était de manière évidente.

### Liste des mangas et anime cyberpunk
- Akira (1982  – 1990)
  - Série manga (1982  –  1990)
  - Film d'animation (1988)
- Appleseed (1985)
- Megazone 23 (1985)
- Dan et Danny (1985)
- Bubblegum Crisis (1987)
- Midnight Eye Goku (1987)
- Manie Manie (1987)
- Ghost in the Shell (1989)
- AD Police (OAV) (1989)
- Cybernetics Guardian (1989)
- AD Police (OAV) (1990)
- Gunnm (Battle Angel Alita) (1990)
- Cyber City Oedo 808 (1991)
- Ai no Kusabi (1992)
- Geno cyber (1993)
- Armitage III (1995)
- Extra (clip pour Ken Ishii) (1996)
- Virus Buster Serge (1997)
- BLAME! (1997)
- Serial Experiments Lain (1998)
- Texhnolyse (2003)
- Paprika (2006)[13]
- Psycho-Pass (2012)
- Dimension W (2016)
- Akudama Drive (2020)

### Influence
Akira (le manga de 1982) et son adaptation cinématographique animée de 1988 ont influencé de nombreuses œuvres dans les domaines de l'animation, de la bandes dessinées, du cinéma, de la musique, de la télévision et dans le domaine du jeu vidéo,. Akira a été cité comme une influence majeure sur des films hollywoodiens tels que Matrix, Dark City, Chronicle, Looper, Midnight Special et Inception. Il a également laissé sa marque sur des séries, telles que Stranger Things., et a influencé de nombreux jeux vidéo, par exemple Snatcher de Hideo Kojima et Metal Gear Solid, la série Half-Life de Valve, et Remember Me de Dontnod Entertainment. John Gaeta a cité Akira comme source d'inspiration artistique pour le désormais célèbre effet bullet time dans Matrix. Akira a également été crédité pour son influence sur Star Wars, y compris la deuxième trilogie et sur la série Clone Wars. De plus, Akira a influencé le travail de musiciens tels que Kanye West, qui a rendu hommage à Akira dans le clip vidéo de « Stronger », et Lupe Fiasco, dont l'album Tetsuo & Youth porte le nom de Tetsuo Shima. La moto de Kaneda, devenue emblématique, fait une apparition dans le film Ready Player One de Steven Spielberg et dans le jeu vidéo Cyberpunk 2077 de CD Projekt. Le développeur du jeu vidéo Deus Ex: Mankind Divided, Eidos Montréal, a également rendu hommage à l'affiche de Akira.
Ghost in the Shell (1989) a influencé un certain nombre de cinéastes proéminents. Les Wachowski, créateurs de Matrix (1999) et de ses succéceurs, ont montré l'adaptation animée de 1995  au producteur Joel Silver, en lui expliquant : "On veut faire ça en vrai" Matrix a repris plusieurs concepts de cette adaptation animée, dont, par exemple, la pluie numérique de Matrix, qui a été inspirée du générique de Ghost in the Shell, ainsi que la façon dont les personnages accèdent à la Matrix par des orifices situés au niveau de la nuque. L'influence de Ghost in the Shell se retrouve également dans Avatar de James Cameron, A.I. Intelligence artificielle de Steven Spielberg et Clones de Jonathan Mostow ; Cameron a cité Ghost in the Shell comme une inspiration pour Avatar. Ghost in the Shell a également influencé des jeux vidéo tels que la série Metal Gear Solid, Deus Ex, Oni,,, et Cyberpunk 2077,.
L'animation vidéo originale Megazone 23 (1985), avec son concept d'une réalité simulée, présente un certain nombre de similarités avec Matrix, Dark City et EXistenZ. Battle Angel Alita (1990) a eu une influence considérable sur James Cameron, qui envisageait depuis 2000 de l'adapter en film. Battle Angel Alita a également été une influence sur sa série TV Dark Angel. Lorsqu'en 2018 Alita : Battle Angel est adapté au cinéma, James Cameron en devient le producteur. L'artiste de bande dessinée André Lima Araújo a cité les œuvres manga et anime cyberpunk tels que Akira, Ghost in the Shell, Evangelion et Cowboy Bebop comme une influence majeure sur son travail, qui comprend des bandes dessinées Marvel telles que Age of Ultron, Avengers AI, Spider-Verse et The Inhumains.

## Voir également
- Postcyberpunk
- Steampunk